# Конюшки (Івано-Франківський район)
Конюшки́ — село в Україні, у Рогатинській міській громаді Івано-Франківського району Івано-Франківської області.
Розташоване на правому березі річки Гнила Липа. Через середину села проходить автодорога H-09 Львів — Івано-Франківськ —Мукачево. На півдні Конюшки межують із селом Насташине, на заході — зі селом Явче, на півночі — зі селом Бабухів, а на сході — за річкою Гнила Липа, зі селом Обельниця. Віддалення до центру громади міста Рогатин 9 кілометрів, до міста Бурштин 6 км. На північній захід — дорога до Явча: ця дорога називалася «Широка Дорога».
До Другої світової війни начислювало 2500 мешканців, із понад 350 господарств.

## Назва
Побутує легенда про те, що його назва походить від конюшень галицьких князів, де бояри розводили коней і продавали їх навіть у Візантію. Кілька поселень тих часів з назвою Конюшки або Конюхи зустрічаємо у Львівській і Тернопільській областях.

## Історія
На лівому березі Гнилої Липи за селом виявлено пізньопалеолітичну стоянку. В урочищі Янівці знайдено кам'яні знаряддя праці доби бронзи. Село Конюшки належить до давніх поселень Прикарпаття.

### 15-18 століття
Перша письмова згадка про Конюшки належить до 30 січня 1441 року у книгах галицького суду. Село було власністю різних польських шляхтичів, які часто перепродували, або передавали його в оренду. Час від часу польські королі ’’дарували’’ село шляхтичам за ’’вірну службу короні’’. У 1565 році його ’’навічно’’ передано шляхтичу М. Сенявському. За Королівською люстрацією 1565 року в селі налічувались 25 господарі-кмети, 6 загородників, 4 коморники, 2 корчмарі (були 2 корчми) і піп (отже, була й церква). Фільварок Сенявських був одним з найбагатших на Рогатинщині.
Восени 1629 року під час грабіжницького походу до Галичини поблизу села розбив табір 7-тис. загін татар Саламет-Ґірея, який повертався з награбованим та бранцями із Белзької землі. Після допиту з катуваннями козака з королівського обозу вони вирішили ночувати тут, не знаючи про загони козаків та жовнірів поруч. Стефан Хмелецький з військом довідався про це, перейшов Липу під Бурштином, став біля татар опівночі, вранці завдали раптового удару напасникам, які з несподіванки запанікували. Татар гнали 3 милі, відбили 10000 полонених, 1000 в'язнів.

#### Життя селян
Використовуючи працю селян, які у XVI ст. були вже закріпачені, шляхтичі багато засівали зернових культур, утримували сотні корів і овець, у ставу розводили рибу, а на річці Гнилій Липі — бобрів. Крім панщини (три дні на тиждень), селян зобов'язували сплачувати великі податки та постачати на панський двір продукти. Від одного двору селяни щорічно платили по 6 грошів чиншу, по 4 маци вівса й по 4 маци пшениці. Кожний двір давав також панові десятину від худоби, птиці, бджіл тощо.
Шляхта все частіше замінювала натуральний податок грошовим, що було для неї більш вигідно. У 1563 році, наприклад, 25 залежних селян Конюшок, крім панщини, щорічно платили чиншу 70 злотих і 10 грошів. Підсусідки й комірники, які неспроможні були платити податок, відробляли панщину і «робили, що їм накажуть», у маєтку поміщика.
Селяни возили з Долини сіль до Рогатина, а також у Литву. Вони платили мито від кожного воза по 20 грошів й самі ремонтували дорогу. Немалий прибуток мали з селян і дві корчми.
Політичне й економічне пригнічення спричинилося до росту незадоволення селян. Вони виступали проти феодальної експлуатації. Шукаючи захисту від сваволі феодалів, селяни подавали до суду скарги на пана, але суд їх повертав назад.
З кожним роком злидні селян і їх експлуатація зростали. В середині XVI ст. в західних і північних повітах Руського воєводства «ґрунти здрібніли вже так, що ставали замалі для господарств».
Невдовзі панщина збільшилася до 4-х днів на тиждень. Дошкуляли селянам ще «позапанщинні роботи» восени і взимку — обробка льону та конопель, а влітку кожен селянин-кріпак повинен був відробити три толоки. Тому почастішали втечі селян, дарма що втікачам загрожували смертю. Від пасивних форм боротьби — подач скарг, селяни вдаються до активніших — від підпалів панських маєтків до збройних виступів. Коли восени 1648 року на Прикарпатті з'явилися козацькі війська, жителі Конюшок разом з мешканцями навколишніх сіл повстали проти польської шляхти. Вони напали і зруйнували панський маєток у сусідньому селі Обельниці.
Шляхетські каральні загони вчинили жорстоку розправу над селянами Конюшок, зруйнували і пограбували село. Конюшки зазнали таких руйнувань, що селяни не мали з чого платити податки.
Після придушення селянських повстань на Прикарпатті у 1648—1649 pp. шляхта, відбудовуючи зруйновані замки, все більше вимагала від селян коштів. Наприкінці XVII і на початку XVIII ст. селяни Конюшок змушені були відробляти щоденну панщину. Посилилось обезземелення. У 1788 році на 259 селянських дворів, 1876 жителів припадало орної землі, пасовищ і сінокосів лише 1376 моргів, а поміщик і церква володіли 1963 моргами землі, у тому числі 125 моргами лісу.

### 19-те— початок 20 століття
На початку XIX ст. в Конюшках помітно посилилася класова диференціація, зростають заможні господарства і водночас збільшується кількість бідняків. Значна частина селян користувалася ділянкою землі менше одного морга, а куркулі володіли 20 й більше моргами. До того ж, від селян вимагали присяги виконувати всі феодальні обов'язки, покладені на них державою і паном. Гальмуючи здійснення реформи 1848 року, проведеної окупаційною адміністрацією Австрії, пани робили все, щоб затримати звільнення селян від кріпацтва. В Конюшках тільки 1854 року уповноважені громади П. Дуда, М. Сьома та І. Скорохода підписали документ-протокол про скасування панщинних повинностей. Однак окружна комісія навмисно перекрутила цей протокол і селяни продовжували й далі виконувати ряд феодальних повинностей.
Тяжке гноблення викликало протест у селян. 1906 року біднота з Конюшок взяла участь у сільськогосподарських страйках, що відбулися в Рогатинському повіті. Для придушення виступу бідноти в селах повіту, у тому числі і в Конюшках, з'явилися каральні загони.
Наприкінці XIX і на початку XX ст. намічалося пожвавлення в розвитку освіти на селі. 1894 року в Конюшках відкрили однокласну школу, у ній навчалося 25—30 дітей, переважно заможних батьків. Через 13 років цю школу реорганізовано у двокласну.
Була дерев'яна церква Святого Миколая, побудована в 1902 р.
Мешканців було: 1461 українців-католиків, 75 латинян і 44 євреї. Діяла 4-х класна утраквістична школа, у якій навчалося 260 дітей.

### Перша світова війна
Під час першої світової війни на околицях Конюшок відбувалися запеклі бої між російськими і австро-німецькими військами. 15 липня 1915 року австрійці протягом дня вели артилерійський вогонь по Рогатину і наступали на Конюшки — Бурштин. 17—24 липня наступ австрійців у районі Конюшків—Бурштина відновився. Внаслідок артобстрілу частину Конюшок, т. зв. Басараб'є, було цілком зруйновано, згоріло понад 30 хат.
Більшовицький переворот у Росії спровокував поширення лівих рухів на Галичині, у тому числі і в Конюшках. Солдати, що повернулися з російського полону,— Д. П. Юрків, Д. П. Дуда, М. С. Дуда — поширювали в селі більшовицькі ідеї.

### Міжвоєнний період (1920—1939)
Восени 1920 року Конюшки анексувала Польща. Запровадили непосильні податки, мінімальна сума яких з двора сягала 90 злотих. За невчасну сплату податків у селян забирали останню корову, коня, навіть останній мішок зерна. Посилився і національний гніт. Мовою викладання в школі стала польська. У 1933 році в час пацифікації каральний загін уланів спалив бібліотеку, знищив все майно читальні «Просвіти», пограбував сільський кооператив.
Посилювався процес розшарування селян. Дехто володів 20—30 га землі, у той час як 47 наймитів взагалі не мали землі. Більшість селян користувалася 1—3 га. Третина всіх земельних площ належала поміщику та церкві.
1926 року М. Крокошинський, П. М. Кос, Д. П. Сьома, М. Я. Ільків та Д. П. Юрків заснували в селі осередок організації «Сельроб». Ця організація мала великий вплив на селян. На виборах у польський сейм у 1928 році за її кандидатів у Конюшках віддали голоси 60 % виборців.
У 1932 році засновано осередок КПЗУ, секретарем його став М. Крокошинський, а з 1935 року — П. І. Юрків. 1934 тут було 16 членів КПЗУ.
У червні 1936 року організували великий аграрний страйк. Наступного дня до Конюшків прибув загін кінної поліції. Почалися арешти. Однак всупереч поліцейським репресіям, страйкова боротьба тривала. Страйкарі добилися підвищення заробітної плати чоловікам — від 1 до 1,2 злотих, жінкам — від 90 грошів до 1 злотого за день, за сінокіс платити натурою 7-му копицю сіна, а за збирання зернових — 12-ту копу. Було також трохи скорочено робочий день: з 6 год. 30 хв. ранку до 19 год. 30 хв. вечора з перервою на обід.
8 липня 1938 року рогатинський староста повідомляв воєводське управління про небезпеку нових заворушень у селах Обельниці, Юнашкові, Букачівцях.
У 1937 році Бережанський окружний суд покарав за використання культосвітніх легальних організацій для пропаганди більшовицьких ідей Юркова. 1 травня 1938 року, щоб забезпечити «державний спокій», поліція знову заарештовує сільських комуністів, які для напускання комуністичного длуду під Новий рік спотворювали колядки, у яких йшлося не про Голодомор, а «про успішне завершення Дніпрогесу».
Сільський священик писав, що в Конюшках комуністи мають найбільший вплив, що це найгірша «станиця» на всю Рогатинщину, а може, й Львівщину, тут поява священика викликає неприхильні й ворожі почуття.
У 1939 році в селі проживало 1810 мешканців (1660 українців-грекокатоликів, 90 українців-римокатоликів, 30 поляків і 30 євреїв). Село було адміністративним центром ґміни Конюшкі Рогатинського повіту Станиславівського воєводства.

### «Золотий вересень 1939»
20 вересня село окупували більшовики. Провели вибори депутатів до Народних зборів Західної України, куди вони послали Сьому. В грудні 1940 року «обрали» сільського голову — ним зробили В. Печарського. 1941 р. 70 господарств примусили вступити у колгосп.

### Друга світова війна
23 червня на полі загинули косарі І. А. Куча, К. І. Дволятик, І. Д. Данилков і тяжко поранили В. С. Іваніва. 28 червня більшовики втекли із села.
25 липня 1944 року більшовики повернулися. Рух опору очолили підпільники ОУН.

### Післявоєнна дійсність
Навесні 1949 року на території села вже було 2 колгоспи — ім. Хмельницького та ім. Шевченка. У 1955 році їх об'єднали в один ім. Шевченка. Колгосп мав 1678 га землі, у тому числі орної 1177 га.
Комуністична влада нагородила орденами й медалями Радянського Союзу 13 своїх активістів. Серед них ордена Леніна удостоєно бригадира тракторної бригади комуніста П. К. Печарського, ланкову М. О. Паславську, ланка якої вирощувала по 400—500 цнт цукрових буряків і по 200—250 ц картоплі з гектара.
21 травня 1950 року на площі в центрі села відкрито пам'ятник Т. Г. Шевченку, що використав 1 червня того ж року Бурштинський райвиконком для подання щодо перейменування села на Шевченкове.
1961 р. відкрито новозбудовану двохповерхову середню школу.
На кінець 1969 року в Конюшках уже працювало 34 особи з вищою і 145 з середньою освітою та близько 100 механізаторів різного профілю. Діяли 2 бібліотеки, кравецька й шевська майстерні; дитячі ясла, медпункт, пологовий будинок, аптека, їдальня, філія зв'язку. В користуванні населення з'являлись швейні машини, велосипеди, мотоцикли, телевізори.

### Незалежна Україна
У селі є 2 церкви: Успіння Пресвятої богородиці УГКЦ, та Архистратига Михаїла ПЦУ.
12 червня 2020 року, відповідно до Розпорядження Кабінету Міністрів України  № 714-р «Про визначення адміністративних центрів та затвердження територій територіальних громад Івано-Франківської області», увійшло до складу Рогатинської міської громади.
19 липня 2020 року, в результаті адміністративно-територіальної реформи та ліквідації Рогатинського району, село увійшло до складу новоутвореного Івано-Франківського району.

### Народилися
- Братуш Дмитро (1893—1938) — голова Українського Громадського Центру у Рочестері в 1934—1940 рр.[11]

## Населення

### Мова
Розподіл населення за рідною мовою за даними перепису 2001 року:
| Мова       | Кількість | Відсоток |
| ---------- | --------- | -------- |
| українська | 1498      | 99.60%   |
| російська  | 5         | 0.33%    |
| німецька   | 1         | 0.07%    |
| Усього     | 1504      | 100%     |